# 紅磡碼頭

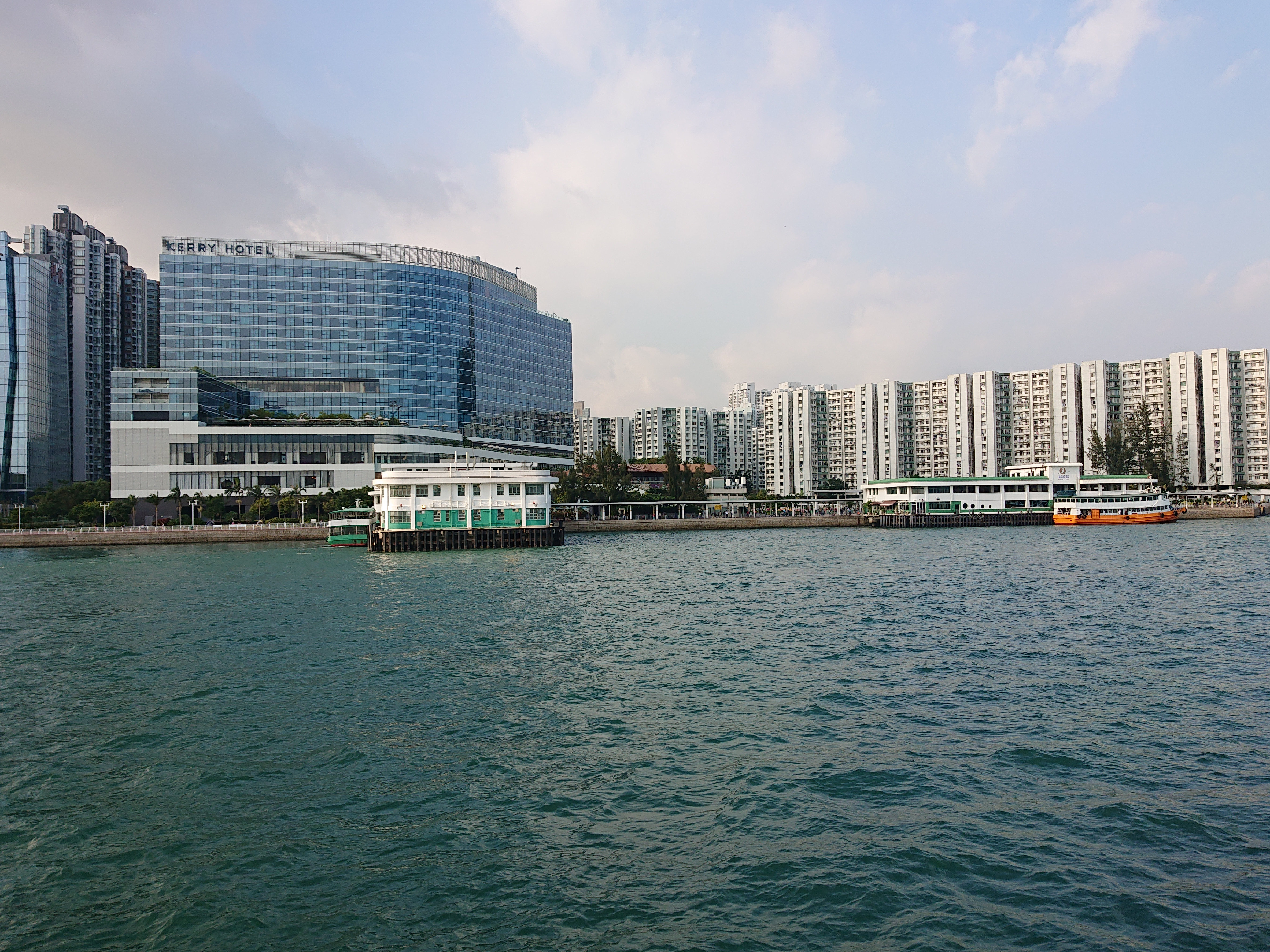
紅磡碼頭西座及東座

紅磡碼頭（英語：Hung Hom Ferry Pier，全稱紅磡渡輪碼頭）是位於香港九龍城區紅磡灣的一組渡輪碼頭，現時有兩間渡輪公司經營航線到中環碼頭及北角碼頭。

## 歷史

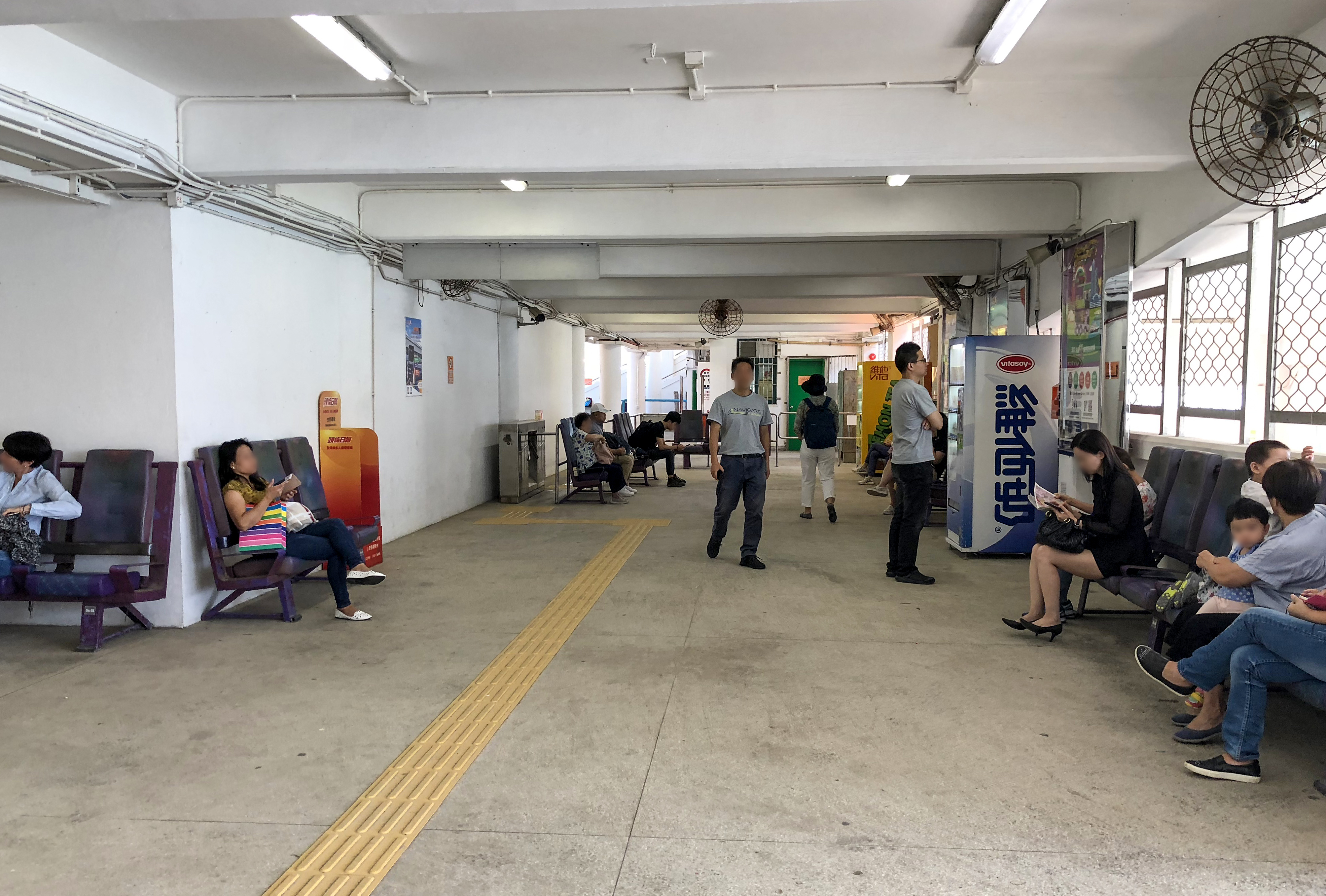
紅磡碼頭內的等候區

第一代紅磡碼頭最初位置在機利士南路及溫思勞街交界的新填地海濱，於1900年代初已經啟用。為配合紅磡灣新九龍車站填海工程，兩個臨時碼頭於1963年啟用，建於黃埔街對開的新海堤上（現今紅菱街），旁邊設有巴士總站。1979年5月6日，第三代現代化的碼頭建成，有天橋連接新九龍車站，位置於現今都會大廈。

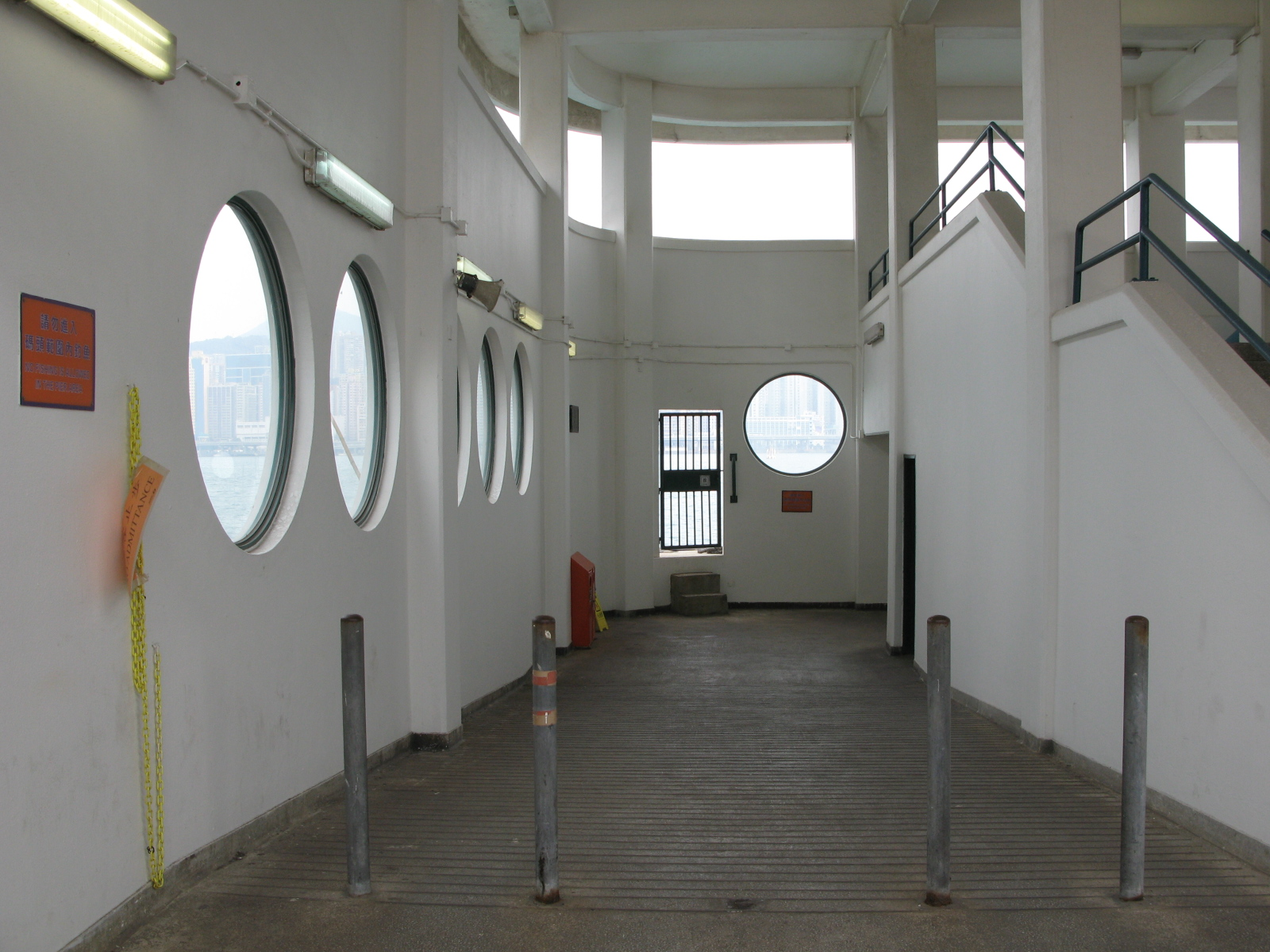
紅磡碼頭的舷窗設計

其後紅磡灣在1980年代後期再進行填海工程，為配合填海工程，紅磡碼頭便在1988年9月27日遷至現在的紅磡灣中心黃埔大廈對出海面作臨時碼頭，至1991年遷至鄰近黃埔花園現址。

## 建築

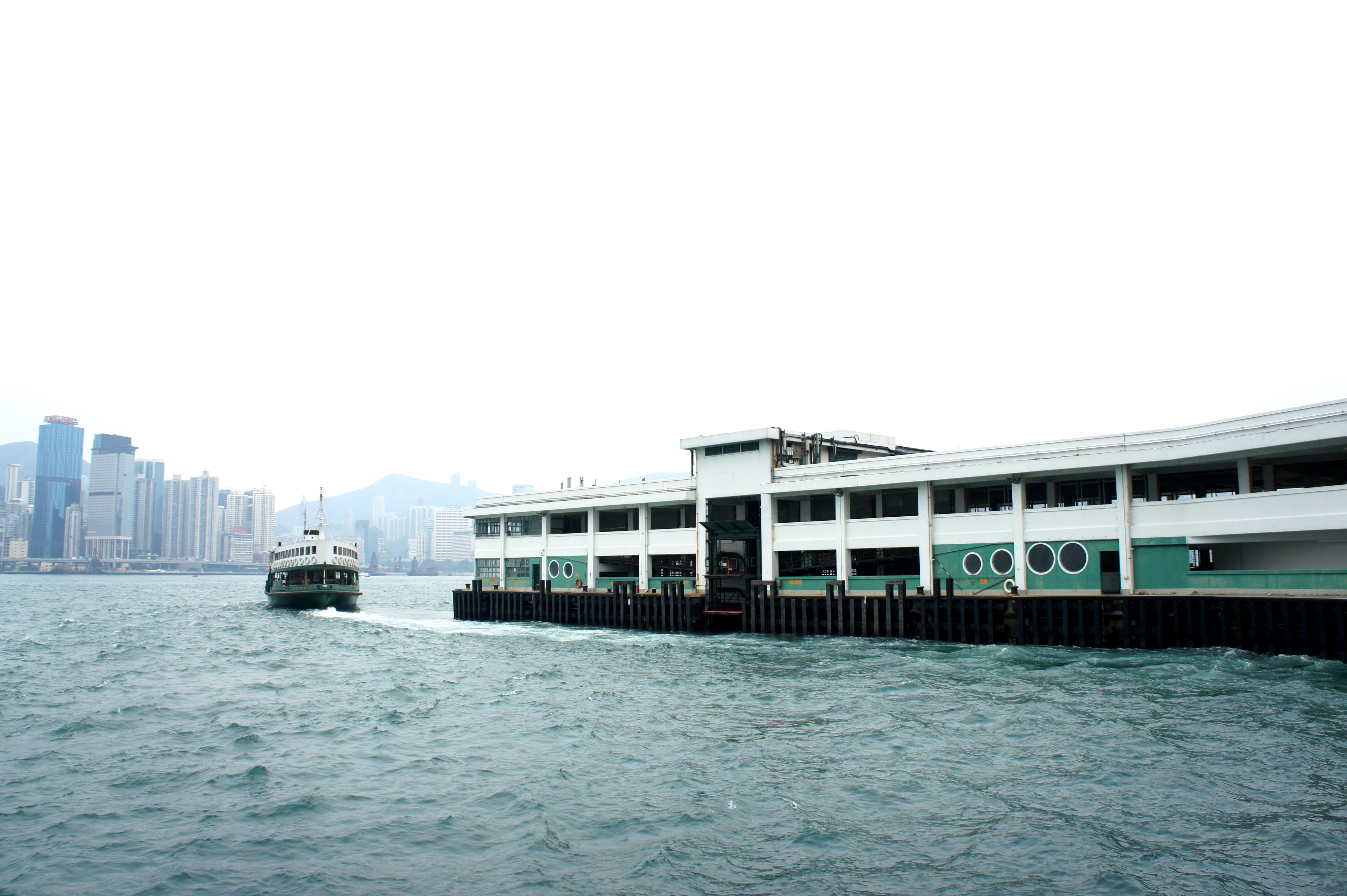
紅磡碼頭西座的東面外貌

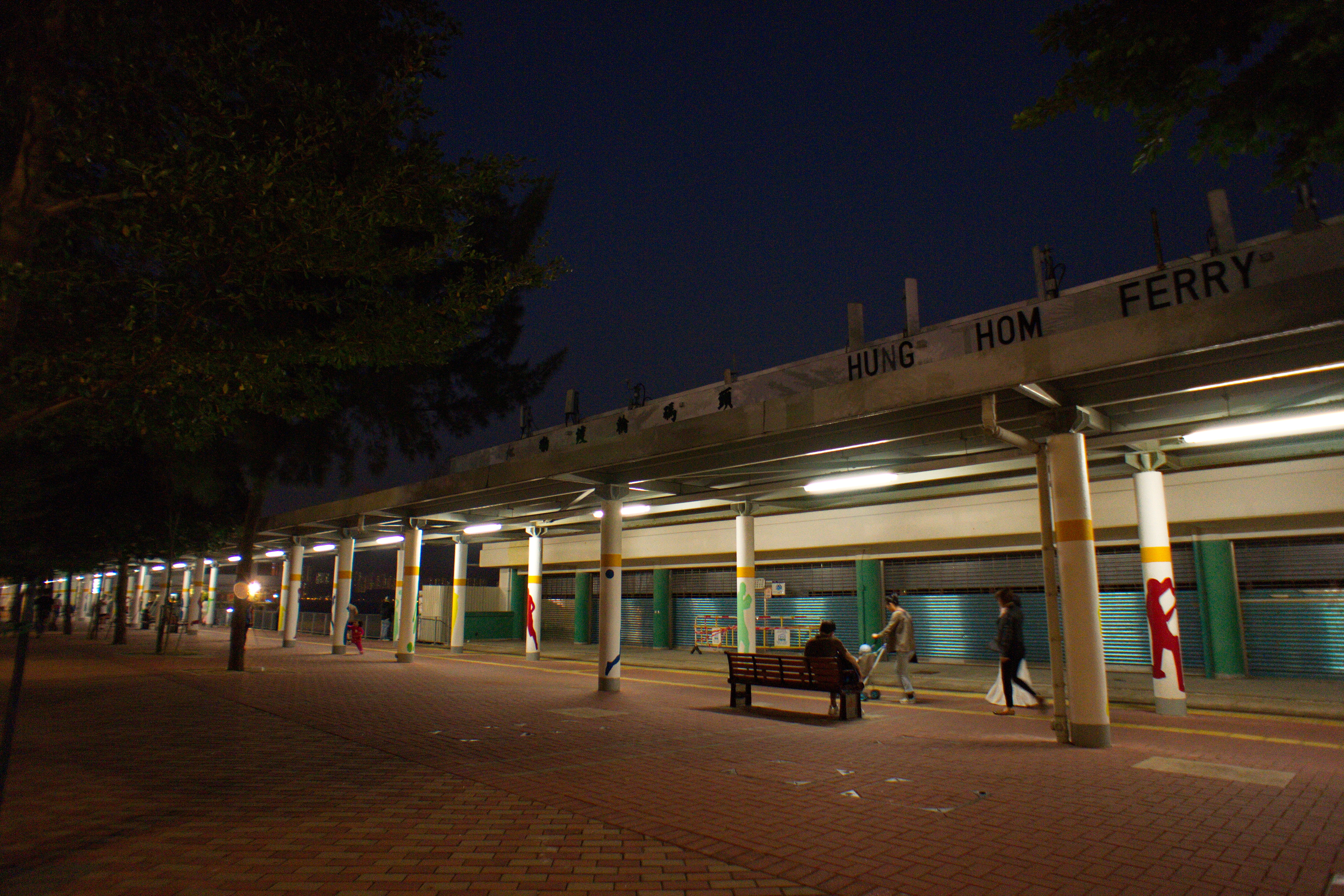
暮色下的紅磡渡輪碼頭

紅磡碼頭由兩座獨立的建築物（西座及東座）組成，屬摩登流線型建築風格設計，兩者相距約80米，由有蓋行人道連接，是九龍區渡輪碼頭中配套最完善的一個碼頭。
西座（俗稱紅磡天星碼頭）伸出海中，2個泊位分別設於左右兩邊，曾經由天星小輪公司經營兩條渡輪航線往來中環碼頭及灣仔碼頭，因該航線乘客量長期不足，引致長期虧損，最終於2011年4月1日起停航。於2020年6月28日，紅磡至中環航線由富裕小輪復辦。
東座則靠於海旁，提供一個泊位，由新渡輪經營一條航線往來北角碼頭，是香港少有不設收費設施的碼頭之一，乘客需在北角完成付款手續。

## 定期航班
現時祇有2間渡輪公司經營航線：
新世界第一渡輪
- 紅磡－北角[7]

富裕小輪
- 紅磡－中環

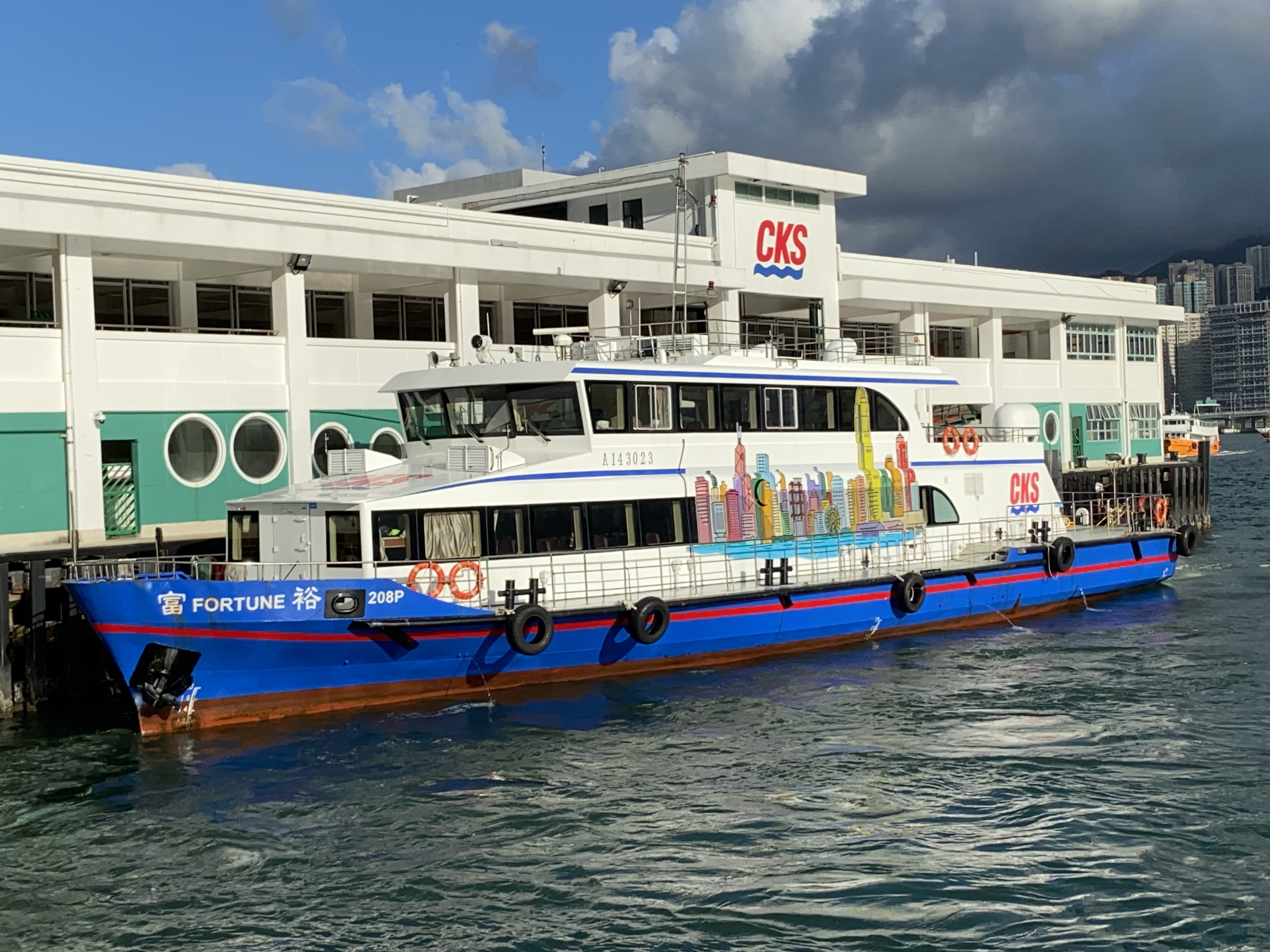
紅磡至中環航線船隻停泊在已掛上珠江船務標誌的紅磡碼頭西座

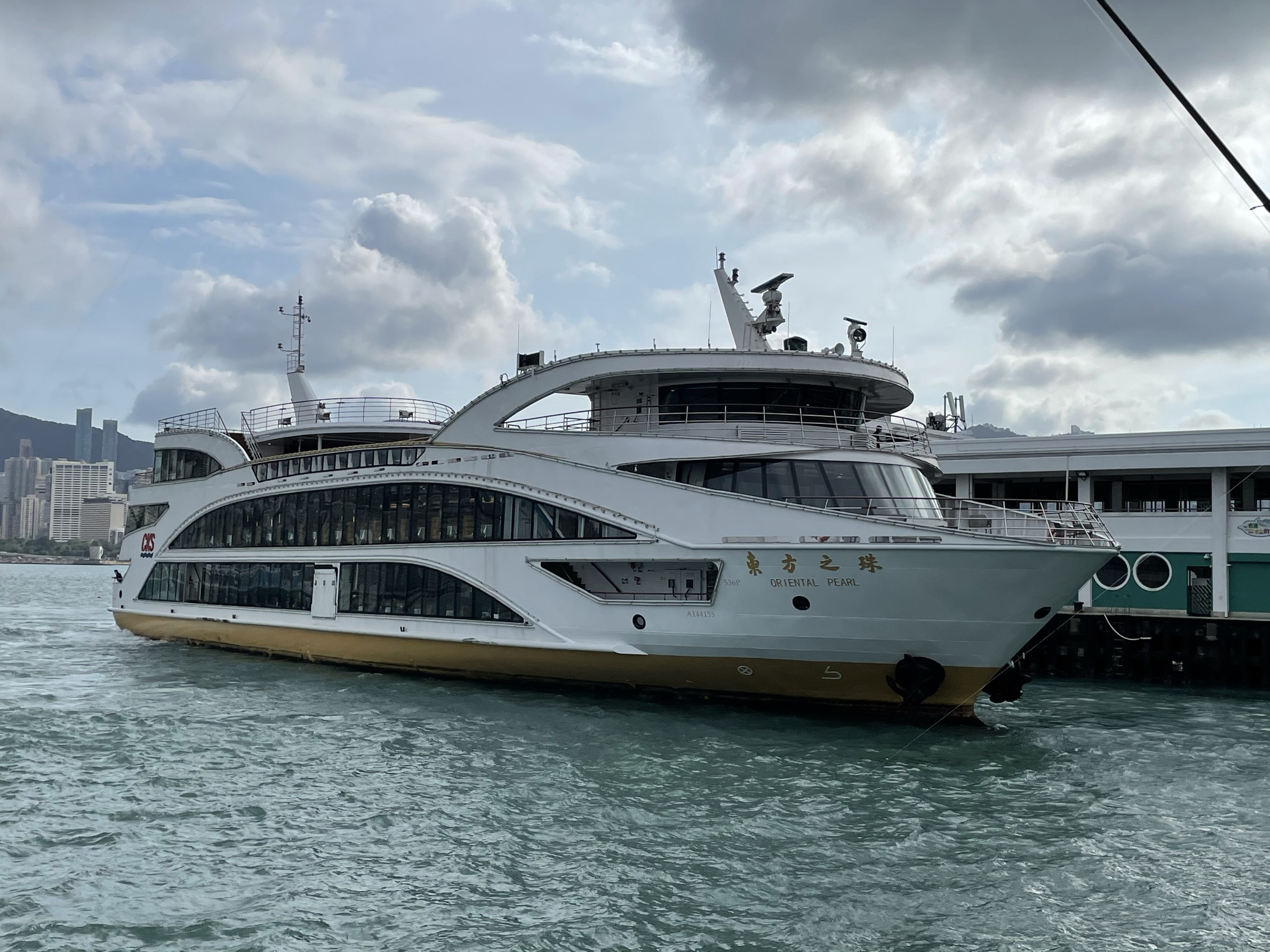
東方之珠號

2021年10月1日起，維港觀光船「東方之珠號」，以試辦形式正式投入服務。「東方之珠號」登船地點位於紅磡碼頭，每日提供三個時段航程，分別為下年3:15；下午5:25和傍晚7:00。
另外，每晚都有「洋紫荊－維港遊」之船隻於8:00和10:00為遊客停泊5至10分鐘。

## 設施

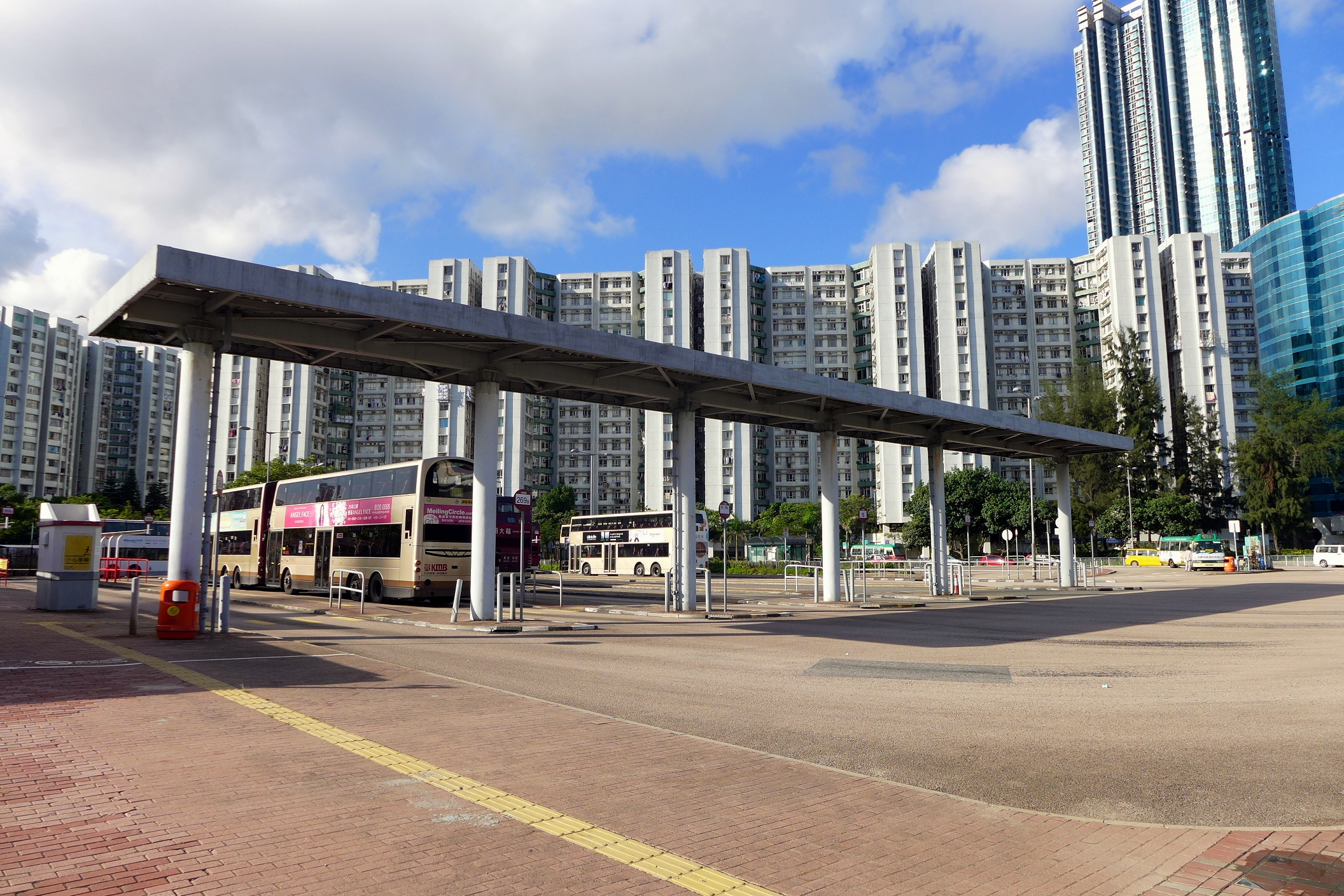
紅磡碼頭巴士總站已於2019年1月12日停止使用

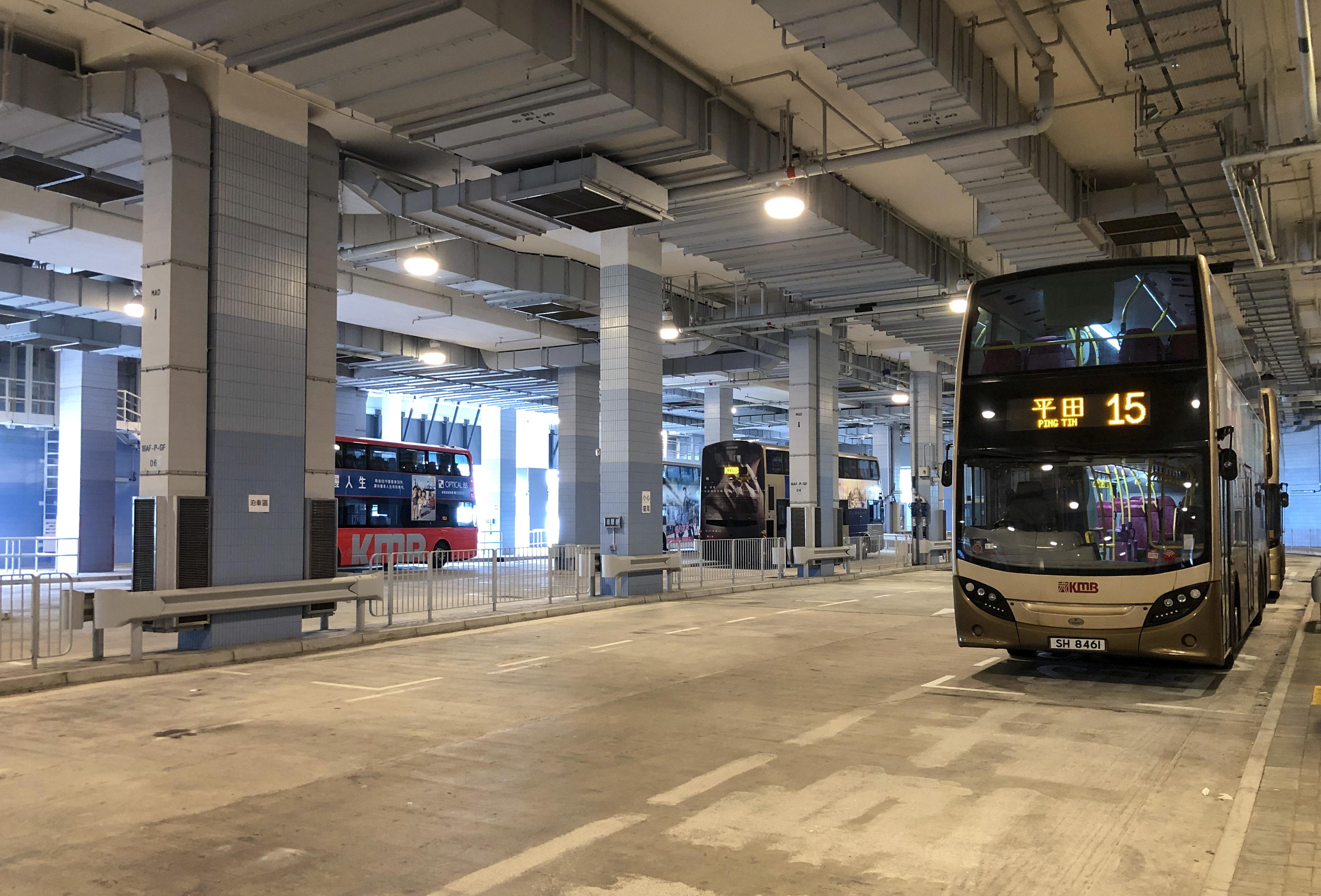
紅磡（紅鸞道）公共運輸交匯處於2019年1月10日使用

- 小巴站
- 新紅磡碼頭公廁
- 碼頭小食店及快餐店
- 紅磡（紅鸞道）公共運輸交匯處

## 圖片

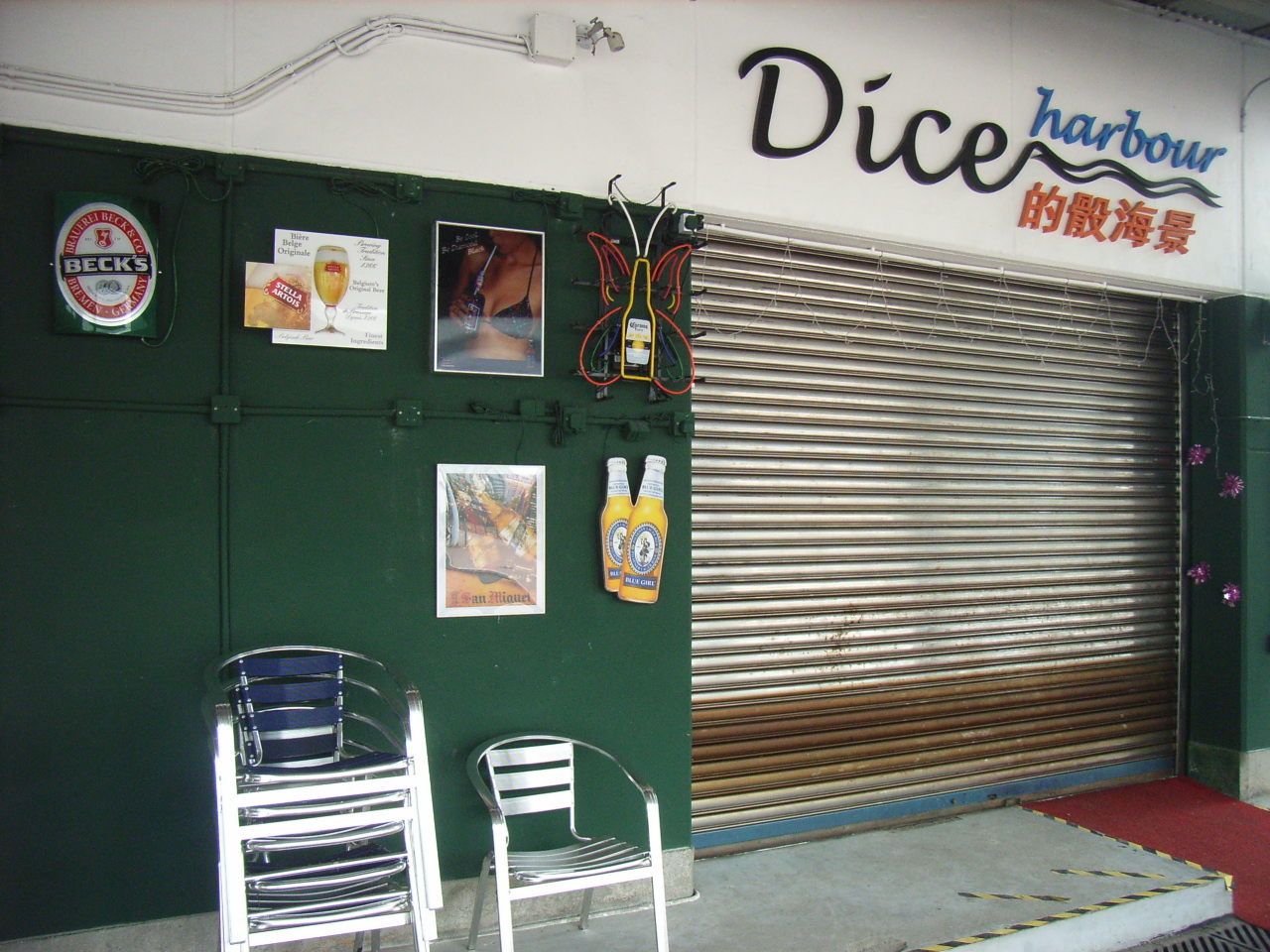
在紅磡碼頭的小餐廳
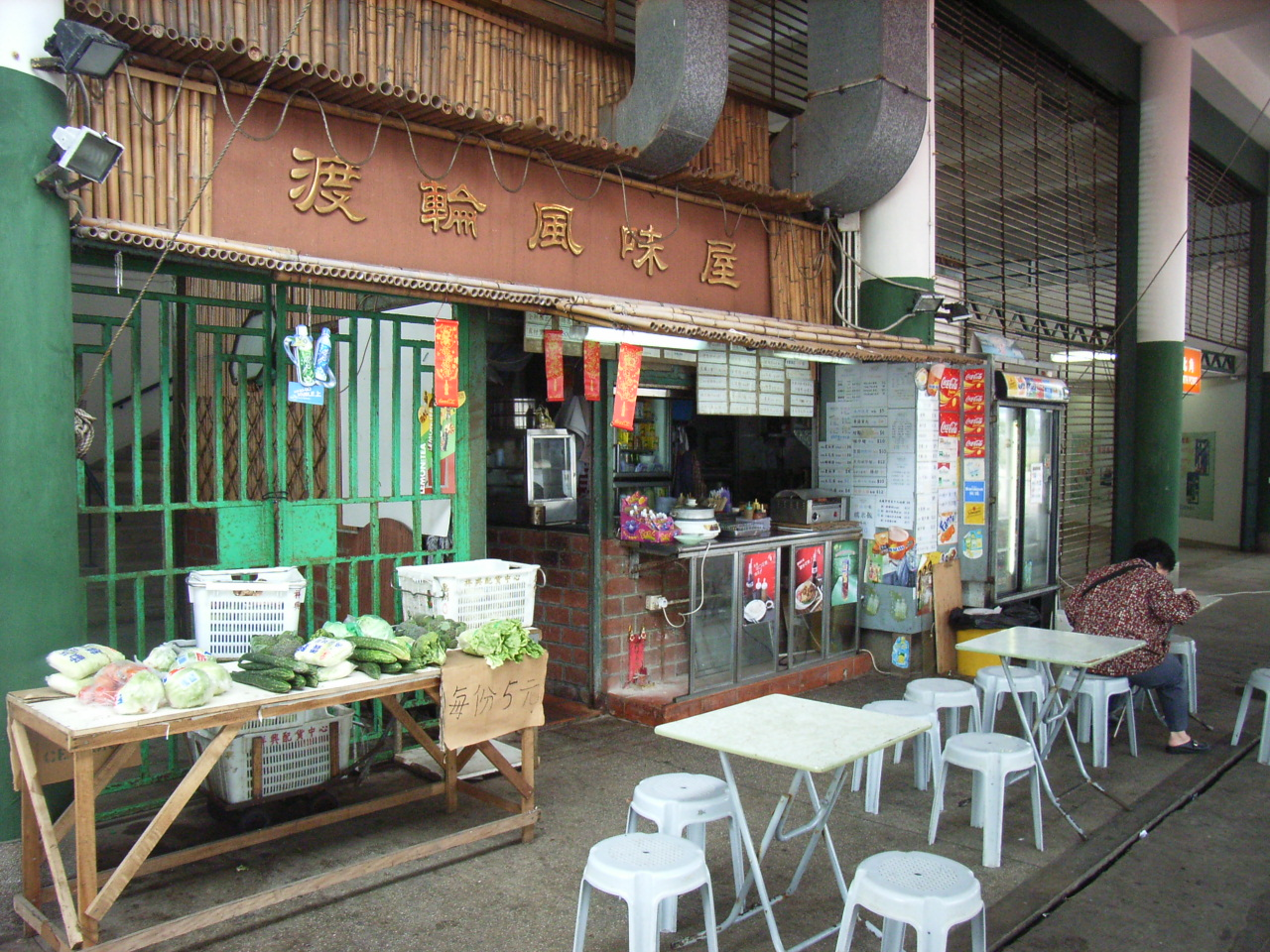
於紅磡碼頭的小食店（現已倒閉）
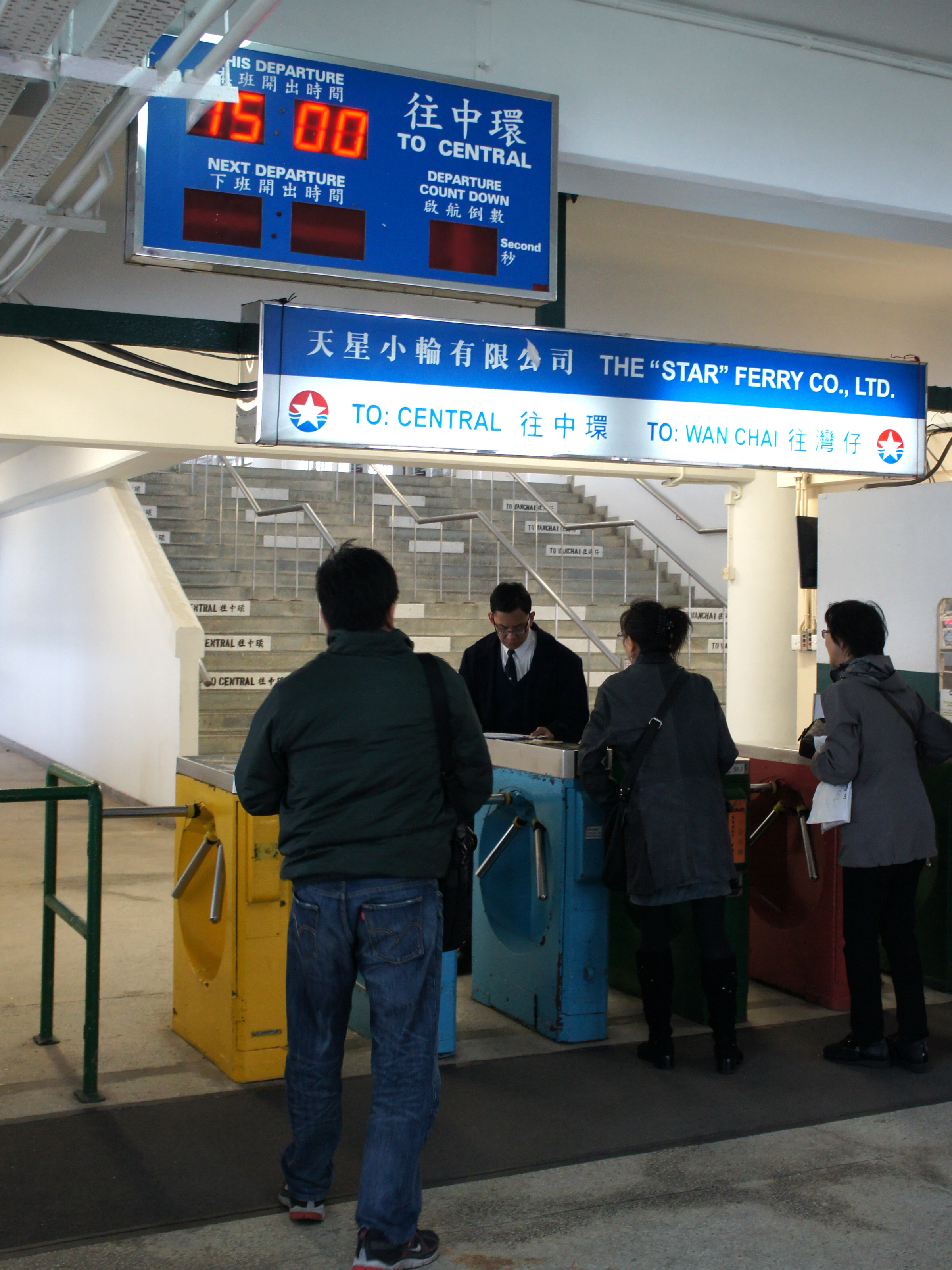
往來中環及灣仔航線的入閘情況

## 外部連結
- 紅磡碼頭影片 （页面存档备份，存于）
- 紅磡碼頭 - 新渡輪 （页面存档备份，存于）